# Молодівка (Конотопський район)
Моло́дівка — село в Україні, у Дубов'язівській селищній громаді Конотопського району Сумської області. Населення становить 37 осіб. Колишній орган місцевого самоврядування — Сніжківська сільська рада.
Після ліквідації Буринського району 19 липня 2020 року село увійшло до Конотопського району.

## Географія
Село Молодівка розташоване на лівому березі річки Біж, неподалік від її витоків, нижче за течією на відстані 3 км розташоване село Біжівка, на протилежному березі — село Пасьовини.

## Історія
- Село постраждало внаслідок геноциду українського народу, проведеного урядом СССР 1932–1933 та 1946–1947 роках.